# Berl Katznelson
Pour les articles homonymes, voir Katznelson.
Berl Katznelson (en hébreu : ברל כצנלסון) est un militant, homme politique et éditeur né à Bobrouïsk dans l'Empire russe le 25 janvier 1887 et mort le 12 août 1944 en Palestine mandataire. Katznelson est l'idéologue et l'un des principaux décideurs du sionisme travailliste. L'historien Zeev Sternhell le décrit comme la « conscience » du mouvement.

## Biographie
En 1909, Katznelson fait son aliya et arrive en Palestine ottomane. Il travaille dans l'agriculture. Katznelson fonde avec Meir Rotberg la coopérative Hamashbir en 1916, avec comme objectif de fournir aux juifs de Palestine de la nourriture à bas prix. Avec son cousin Yitzhak Tabenkin, il participe à la création du syndicat Histadrout en 1920. Il participe aussi à la création de Kuppat Holim, une assurance maladie en Palestine.
En 1925, Katznelson, avec Moshe Beilinson, créé Davar, le quotidien de la Histadrout dont il devient le premier rédacteur en chef. Katznelson est aussi fondateur en 1942 et éditeur en chef de la maison d'édition Am Oved, elle aussi liée à la Histadrout.
À la mort de Katznelson, Zalman Shazar devient éditeur en chef de Davar.
La biographie de Katznelson, Berl: The Biography of a Socialist Zionist: Berl Katznelson 1887-1944 écrite par l'historienne Anita Shapira est le livre spécialisé qui s'est le mieux vendu en Israël.